# Kazuma Umenai
Kazuma Umenai (japanisch 梅内 和磨 Umenai Kazuma; * 21. Juni 1991 in Kiyose) ist ein japanischer Fußballspieler.

## Karriere
Umenai erlernte das Fußballspielen in der Jugendmannschaft von FC Tokyo und der Universitätsmannschaft der Meiji-Universität. Seinen ersten Vertrag unterschrieb er 2014 bei YSCC Yokohama. Der Verein spielte in der dritthöchsten Liga des Landes, der J3 League. Für den Verein absolvierte er 51 Ligaspiele. 2016 wechselte er zum Ligakonkurrenten Grulla Morioka (heute: Iwate Grulla Morioka). Für den Verein absolvierte er 121 Ligaspiele. 2020 wechselte er zum Tokyo United FC.